# Eupogonius giesberti
Eupogonius giesberti es una especie de escarabajo longicornio del género Eupogonius, tribu Desmiphorini, subfamilia Lamiinae. Fue descrita científicamente por Santos-Silva & Wappes en 2018.

## Descripción
Mide 8,23-10,8 milímetros de longitud.

## Distribución
Se distribuye por Guatemala y México.